# Болдуин, Авраам
Авраам Болдуин (англ. Abraham Baldwin; 23 ноября 1754 год – 4 марта, 1807 год) — американский политик, один из отцов-основателей американского штата Джорджия. Болдуин был представителем Джорджии в Континентальном конгрессе, и служил в Палате представителей США и Сенате после принятия Конституции.

## Биография
Авраам Болдуин родился в городе Гилфорд, штат Коннектикут. Он второй из 12 детей кузнеца, у которого было две жены. Сестра Рут Болдуин была замужем за поэта и дипломата Джоэля Барлоу, его сводный брат Генри Болдуин был помощником судьи Верховного суда США. Их амбициозный отец залез в значительные долги, чтобы воспитывать своих детей и прокормить семью.
После окончания местной школы, Авраам окончил Йельский университет в соседнем Нью-Хейвене в 1772 году. Тремя годами позже он стал министром и наставником в колледже. Он занимал этот пост до 1779 года, когда начал служить капелланом в Континентальной армии. Два года спустя он отказался от предложения Йельского университета к присвоению ему профессорского звания. Вместо того, чтобы возобновить профессорское образование после войны, он обратился к изучению права и в 1783 году был принят в коллегию адвокатов в Фэрфилде.
Позже Болдуин отказался от престижной профессии преподавателя богословия Йельского университета. Губернатор Джорджии Лиман Холл уговорил его взять на себя ответственность создания учебного плана для среднего и высшего образования в стране. Болдуин был твердо убежден, что образование является ключом к разработке границы государства. После своего избрания в Джорджии Палаты представителей в законодательном собрании штата, он разработал учебный план всеобъемлющего образования и в конечном итоге добился от государства земли и субсидии на финансирование создания Университета Джорджии в Атенсе. Благодаря усилиям Болдуина университет Джорджии стал первым частным университетом-школой в стране 27 января 1785 года. Болдуин был первым президентом института на начальном этапе планирования, с 1785 по 1801 год.
Авраам Болдуин умер 4 марта 1807 года в своем доме в Атенсе.